# Salticidae
Salticidae, sau Păianjeni săritori, este o familie de păianjeni ce conține mai mult de 500 de genuri și circa 5000 de specii descrise, făcând-o cea mai mare familie de păianjeni cu în jur de 13% din totalul speciilor.. Păianjenii săritori au o vedere bună și o folosesc la vânătoare și navigare. Sunt capabili să sară din loc în loc, atașați de un fir de mătase. Atât plămânul carte cât și sistemul traheei sunt bine dezvoltate, deoarece depind de ambele sisteme (respirație bimodală). 
Salticidae este singura familie a suprafamiliei Salticoidea.

## Modul de viață

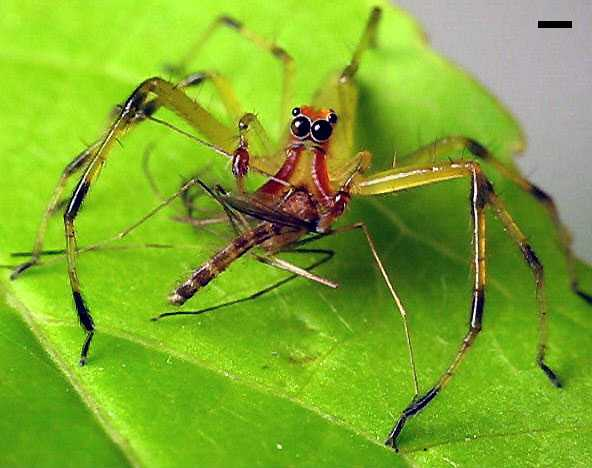
Lyssomanes viridis mâncându-și prad

Păianjenii-săritori sunt în general diurni, vânători activi. Sistemul lor hidraulic intern bine dezvoltat extinde membrele lor alterând presiunea lichidului corpului (sânge) din interiorul lor. Aceasta permite păianjenilor să sară fără a avea picioare cu mușchi mari ca o lăcustă. Cei mai mulți păianjeni săritori pot sări de câteva ori lungimea corpurilor lor. Când un păianjen săritor se mișcă din loc în loc, și în mod special înainte de a sări, atașează un fir de mătase de locul pe care se află. Dacă din orice motiv se întâmplă să cadă, el urcă înapoi pe firul de mătase. 

Păianjenii săritori au picioare cu scopula, ceea ce înseamnă că au o sectiune tarsală foarte interesantă. La capătul fiecărui picior au sute de peri mici, fiecare dintre ei împărțit în alte sute de fire numite pcioare finale. Aceste mii de picioare mici le permit să urce și să traverseze teoretic orice teren. Pot chiar să urce pe sticlă prinzând micile imperfecțiuni, de obicei o sarcină imposibilă pentru orice păianjen.
Păianjenii-săritori sunt cunoscuți pentru curiozitatea lor. Dacă o mână de om se apropie, în loc să fugă spre siguranță cum fac cei mai mulți păianjeni, de obicei păianjenul săritor va sări și se va întoarce cu fața spre mână. În continuare s-ar putea ca păianjenul să sară inapoi continuând să privească mâna. Micuța creatura chiar va ridica picioarele anterioare și va menține poziția fără să bată în retragere. Din cauza acestui contrast cu alte arahnide, păianjenul săritor e privit ca iscoditor, fiind aparent interesat de orice se apropie de el.

## Nutriția
Deși păianjenii sunt în general carnivori, există câțiva păianjeni săritori care includ nectar și polen în dieta lor. și o specie, Bagheera kiplingi, care se hrănește în principal cu materie vegetală. Nu se cunoaște nici una care să se hrănească și cu semințe sau fruct. Plante precum Chamaecrista fasciculata oferă păianjenilor săritori nectar prin intermediul nectăriilor extraflorale, și în schimb păianjenii ajută la protejarea plantei omorând și mâncând dăunătorii. 

## Vederea

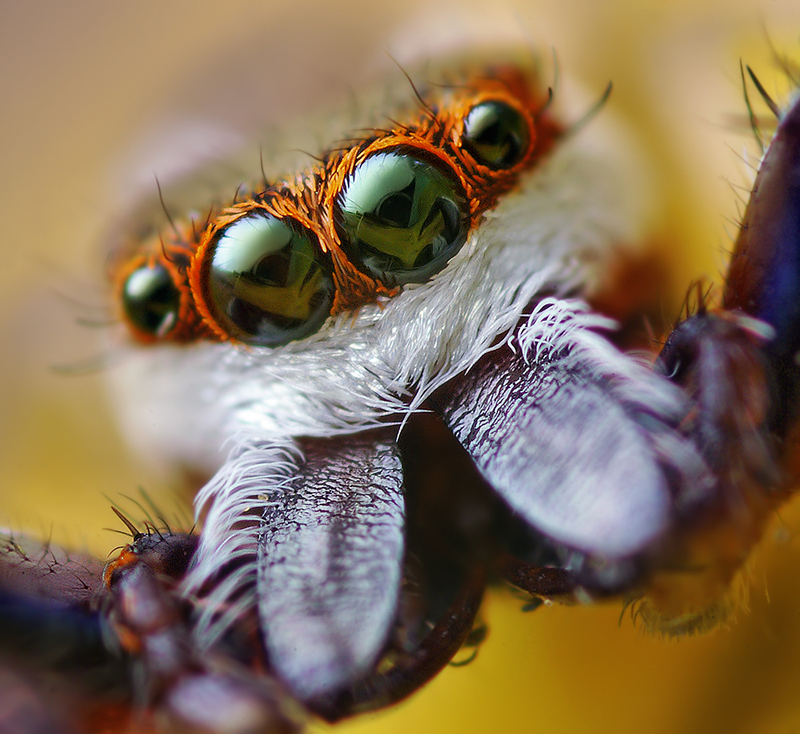
Ochii la Hentzia palmarum

Păianjenii săritori au o vedere foarte bună centrată în ochii anteriori mediani. Ochii lor sunt capabili să focalizeze o imagine pe retină, care are în ea până la 4 straturi de celule receptoare (Harland & Jackson, 2000). Experimente fiziologice au arătat că ar putea să aibă până la 4 tipuri de celule receptoare, cu diferite spectre de absorbție, dându-le posibilitatea vederii color tetracromatice, cu sensibilitate înspre gama ultravioletă. Se pare că toate Salticidae, indiferent dacă au două, trei sau patru tipuri de receptori colori, sunt foarte sensibile la lumina ultravioletă. (Peaslee & Wilson, 1989). Unele specii (de exemplu Cosmophasis umbratica) sunt dimorfice în spectrul ultraviolet, sugerând un rol în semnalizarea sexuală (Lim & Li, 2005). Discriminarea culorilor a fost demonstrată în experimente de comportament.
Ochii principali au o rezoluție înaltă (unghi vizual de 11 min.), dar câmpul vizual este îngust, între 2 și 5 grade. 

## Vânatul
Păianjenii săritori sunt vânători activi, ceea ce înseamnă ca nu se bazează pe o pânză să prindă prada. În schimb, acești păianjeni își vânează prada. Își folosesc vederea superioară să deosebească și să urmărească țintele, de multe ori chiar de la 10-15 cm. Apoi, atacă, dându-i insectei extrem de puțin timp pentru a reacționa înainte de a cadea pradă veninului păianjenului. 

## Reproducere
Păianjenii săritori își folosesc vederea la curtări complexe. Masculii sunt deseori diferiți în înfățișare față de femele și pot avea fire de păr agățatoare, păr colorat sau iridiscent, ciucuri la picioarele frontale, structuri pe alte picioare, și alte modificări uneori bizare. Acestea sunt folosite în curtarea vizuală în care părțile colorate sau iridiscente ale corpului sunt arătate și mișcări complexe în laterale, în zigzag sau vibrante sunt executate într-un dans de curtare. Dacă femela este receptivă către mascul, ea își va asuma o poziție pasivă, ghemuită. În unele specii, femela poate să-și vibreze pedipalpii. Masculul își va extinde atunci picioarele frontale spre femelă ca să o atingă. Dacă femela rămâne receptivă, masculul va urca pe spatele femelei si o va insemina cu pedipalpii lui..

Un studiu din 2008 a speciei Phintella vittata din Current Biology sugerează că femelele reacționează la masculii care reflectă lumină ultravioletă B inaintea împerecherii, o descoperire care contrazice presupunerea anterioară conform căreia animalele nu recepționează lumina ultravioletă B.. În ultimii ani s-a descoperit că mai mulți păianjeni săritori s-ar putea să aibă de asemenea semnale auditorii, cu sunete produse de masculi sunând asenemea unor bâzâituri sau bătăi de tobă..

## Răspândirea
Păianjenii săritori trăiesc într-o varietate de habitate. Pădurile tropicale acomodează majoritatea speciilor, dar sunt găsiți și în păduri temperate, tufărișuri, deșerturi, zone tidale, chiar și munți. Euophrys omnisuperstes este o specie care a fost colectată de la cea mai mare altitudine, pe pantele superioare ale munților Everest și Makalu. 
Păianjenii săritori sunt de obicei recunoscuți după modelul ochilor lor.

## Taxonomie
Monofilia familiei Salticidae este bine stabilită atât prin analize filogenetice cât și morfologice. Nu există totuși nici un consens asupra cărui alt grup de păianjeni este cel mai înrudit cu păianjenii săritori. Grupuri sugerate includ Păianjenul linx al Oxyopidae, Păianjenul crab al Thomisoidea, Păianjenul sac al Clubionidae și păianjenii cu plasă.
Păianjenii săritori pot fi împărțiți în 3 linii descendente:Lyssomaninae, Spartaeinae și Salticoida. Dintre acestea, Salticoida deține aproximativ 90% din toate speciile de păianjeni săritori. Slaticoida poate fi în continuare împărțită în multe grupuri incluzând Amycoida, Astioida,  Aelurilloida, Euophryinae, Heliophaninae, Marpissoida și Plexippoida.

### Genuri
Lista genurilor conform Catalogue of Life:
- Abracadabrella
- Acragas
- Admestina
- Admesturius
- Adoxotoma
- Aelurillus
- Aenigma
- Afraflacilla
- Afrobeata
- Afromarengo
- Agelista
- Agobardus
- Agorius
- Aillutticus
- Akela
- Albionella
- Alcmena
- Alfenus
- Allococalodes
- Allodecta
- Almota
- Amatorculus
- Amphidraus
- Amycus
- Anarrhotus
- Anasaitis
- Anaurus
- Anicius
- Anokopsis
- Antillattus
- Aphirape
- Arachnomura
- Arachnotermes
- Araegeus
- Arasia
- Arnoliseus
- Artabrus
- Aruana
- Aruattus
- Asaphobelis
- Asaracus
- Ascyltus
- Asemonea
- Ashtabula
- Asianellus
- Astia
- Astilodes
- Atelurius
- Athamas
- Atomosphyrus
- Attidops
- Attus
- Augustaea
- Avarua
- Avitus
- Bacelarella
- Bagheera
- Ballognatha
- Ballus
- Balmaceda
- Banksetosa
- Baryphas
- Bathippus
- Bavia
- Baviola
- Beata
- Belippo
- Belliena
- Bellota
- Bianor
- Bindax
- Bocus
- Bokokius
- Brancus
- Breda
- Bredana
- Brettus
- Bristowia
- Bryantella
- Bulolia
- Burmattus
- Bythocrotus
- Canama
- Capeta
- Capidava
- Carabella
- Caribattus
- Carrhotus
- Cavillator
- Ceglusa
- Cembalea
- Cenattus
- Ceriomura
- Cerionesta
- Chalcolecta
- Chalcoscirtus
- Chalcotropis
- Chapoda
- Charippus
- Cheliceroides
- Cheliferoides
- Chinoscopus
- Chira
- Chirothecia
- Chloridusa
- Chrysilla
- Ciris
- Clynotis
- Clynotoides
- Cobanus
- Cocalodes
- Cocalus
- Coccorchestes
- Colaxes
- Colyttus
- Commoris
- Compsodecta
- Consingis
- Copocrossa
- Corambis
- Corcovetella
- Coryphasia
- Corythalia
- Cosmophasis
- Cotinusa
- Cucudeta
- Curubis
- Cylistella
- Cyllodania
- Cynapes
- Cyrba
- Cytaea
- Damoetas
- Darwinneon
- Dasycyptus
- Davidina
- Dendryphantes
- Depreissia
- Descanso
- Dexippus
- Diagondas
- Dinattus
- Diolenius
- Diplocanthopoda
- Discocnemius
- Dolichoneon
- Donaldius
- Donoessus
- Eburneana
- Echeclus
- Echinussa
- Edilemma
- Efate
- Emathis
- Emertonius
- Empanda
- Encolpius
- Encymachus
- Enoplomischus
- Eolinus
- Epeus
- Epidelaxia
- Epocilla
- Erasinus
- Ergane
- Erica
- Eris
- Eugasmia
- Euophrys
- Eupoa
- Euryattus
- Eustiromastix
- Evarcha
- Featheroides
- Festucula
- Flacillula
- Fluda
- Frespera
- Freya
- Frigga
- Fritzia
- Fuentes
- Furculattus
- Galianora
- Gambaquezonia
- Gastromicans
- Gavarilla
- Gedea
- Gelotia
- Ghelna
- Ghumattus
- Giuiria
- Goleba
- Goleta
- Gophoa
- Gorgasella
- Gorgopsina
- Gramenca
- Grayenulla
- Gypogyna
- Habrocestoides
- Habrocestum
- Habronattus
- Hakka
- Haplopsecas
- Harmochirus
- Hasarina
- Hasarius
- Havaika
- Helicius
- Heliophanillus
- Heliophanoides
- Heliophanus
- Helpis
- Helvetia
- Hentzia
- Heratemita
- Hermotimus
- Hindumanes
- Hinewaia
- Hispo
- Hisukattus
- Holcolaetis
- Holoplatys
- Homalattus
- Huntiglennia
- Hurius
- Hyctiota
- Hyetussa
- Hyllus
- Hypaeus
- Hypoblemum
- Icius
- Ictidops
- Idastrandia
- Ilargus
- Imperceptus
- Indomarengo
- Iona
- Iranattus
- Irura
- Itata
- Jacksonoides
- Jajpurattus
- Jasoda
- Jollas
- Jotus
- Judalana
- Kalcerrytus
- Katya
- Kima
- Kinhia
- Lagnus
- Lakarobius
- Lamottella
- Langelurillus
- Langerra
- Langona
- Lapsias
- Laufeia
- Lauharulla
- Lechia
- Leikung
- Lepidemathis
- Leptathamas
- Leptorchestes
- Letoia
- Ligdus
- Ligonipes
- Ligurra
- Lilliput
- Longarenus
- Lophostica
- Lurio
- Lycidas
- Lyssomanes
- Lystrocteisa
- Mabellina
- Macaroeris
- Macopaeus
- Madhyattus
- Maenola
- Maeota
- Maeotella
- Maevia
- Mago
- Magyarus
- Maileus
- Malloneta
- Maltecora
- Mantisatta
- Mantius
- Maratus
- Marchena
- Marengo
- Margaromma
- Marma
- Marpissa
- Martella
- Mashonarus
- Massagris
- Matagaia
- Mburuvicha
- Meata
- Megaloastia
- Meleon
- Mendoza
- Menemerus
- Messua
- Metacyrba
- Metaphidippus
- Mexcala
- Mexigonus
- Micalula
- Microbianor
- Microhasarius
- Microheros
- Mikrus
- Mintonia
- Mirandia
- Mithion
- Modunda
- Mogrus
- Monaga
- Monomotapa
- Mopiopia
- Mopsolodes
- Mopsus
- Muziris
- Myrmarachne
- Nagaina
- Nannenus
- Naphrys
- Napoca
- Natta
- Naubolus
- Neaetha
- Nebridia
- Neobrettus
- Neon
- Neonella
- Nicylla
- Nigorella
- Nimbarus
- Noegus
- Nosferattus
- Nungia
- Nycerella
- Ocnotelus
- Ocrisiona
- Ogdenia
- Ohilimia
- Omoedus
- Oningis
- Onofre
- Onomastus
- Opisthoncana
- Opisthoncus
- Orissania
- Orsima
- Orthrus
- Orvilleus
- Osericta
- Pachomius
- Pachyballus
- Pachyonomastus
- Pachypoessa
- Padilla
- Padillothorax
- Palpelius
- Panachraesta
- Pancorius
- Pandisus
- Panysinus
- Paracyrba
- Paradamoetas
- Paradecta
- Parafluda
- Paraharmochirus
- Paraheliophanus
- Parahelpis
- Parajotus
- Paramaevia
- Paramarpissa
- Paraneaetha
- Paraphidippus
- Paraphilaeus
- Paraplatoides
- Paraplexippus
- Parasaitis
- Parathiodina
- Parnaenus
- Peckhamia
- Pelegrina
- Pellenes
- Pellolessertia
- Penionomus
- Pensacola
- Pensacolops
- Peplometus
- Phaeacius
- Phanias
- Pharacocerus
- Phaulostylus
- Phausina
- Phiale
- Phidippus
- Philaeus
- Philates
- Phintella
- Phlegra
- Phyaces
- Pignus
- Pilia
- Piranthus
- Planiemen
- Platycryptus
- Platypsecas
- Plexippoides
- Plexippus
- Plotius
- Pochyta
- Poecilorchestes
- Poessa
- Polemus
- Porius
- Portia
- Poultonella
- Proctonemesia
- Prostheclina
- Proszynskiana
- Psecas
- Pseudamycus
- Pseudattulus
- Pseudemathis
- Pseudeuophrys
- Pseudicius
- Pseudocorythalia
- Pseudofluda
- Pseudomaevia
- Pseudopartona
- Pseudosynagelides
- Ptocasius
- Pystira
- Rafalus
- Rarahu
- Rhene
- Rhetenor
- Rhombonotus
- Rhondes
- Rhyphelia
- Rishaschia
- Rogmocrypta
- Romitia
- Rudra
- Saaristattus
- Sadies
- Saitidops
- Saitis
- Saitissus
- Salpesia
- Salticus
- Sandalodes
- Saraina
- Sarinda
- Sarindoides
- Sassacus
- Schenkelia
- Scopocira
- Scoturius
- Sebastira
- Selimus
- Semiopyla
- Semnolius
- Semora
- Semorina
- Servaea
- Sibianor
- Sidusa
- Sigytes
- Siler
- Siloca
- Simaetha
- Simaethula
- Similaria
- Simonurius
- Simprulla
- Sitticus
- Sobasina
- Soesiladeepakius
- Soesilarishius
- Sondra
- Sonoita
- Sparbambus
- Spartaeus
- Spilargis
- Stagetillus
- Stenaelurillus
- Stenodeza
- Stergusa
- Stertinius
- Stichius
- Stoidis
- Sumampattus
- Synageles
- Synagelides
- Synemosyna
- Tabuina
- Tacuna
- Taivala
- Talavera
- Tamigalesus
- Tanna
- Tanybelus
- Tara
- Taraxella
- Tariona
- Tarne
- Tarodes
- Tasa
- Tatari
- Tauala
- Telamonia
- Terralonus
- Thammaca
- Theriella
- Thianella
- Thiania
- Thianitara
- Thiodina
- Thiratoscirtus
- Thorelliola
- Thrandina
- Thyene
- Thyenillus
- Thyenula
- Titanattus
- Toloella
- Tomobella
- Tomocyrba
- Tomomingi
- Toticoryx
- Trite
- Trydarssus
- Tularosa
- Tullgrenella
- Tulpius
- Tusitala
- Tutelina
- Tuvaphantes
- Tylogonus
- Udalmella
- Udvardya
- Ugandinella
- Uluella
- Uroballus
- Urogelides
- Uspachus
- Uxuma
- Vailimia
- Wallaba
- Wanlessia
- Vatovia
- Wedoquella
- Veissela
- Wesolowskana
- Viciria
- Vinnius
- Viroqua
- Xenocytaea
- Xuriella
- Yacuitella
- Yaginumaella
- Yaginumanis
- Yamangalea
- Yepoella
- Yllenus
- Yogetor
- Zebraplatys
- Zenodorus
- Zeuxippus
- Zuniga
- Zygoballus

## Fosile

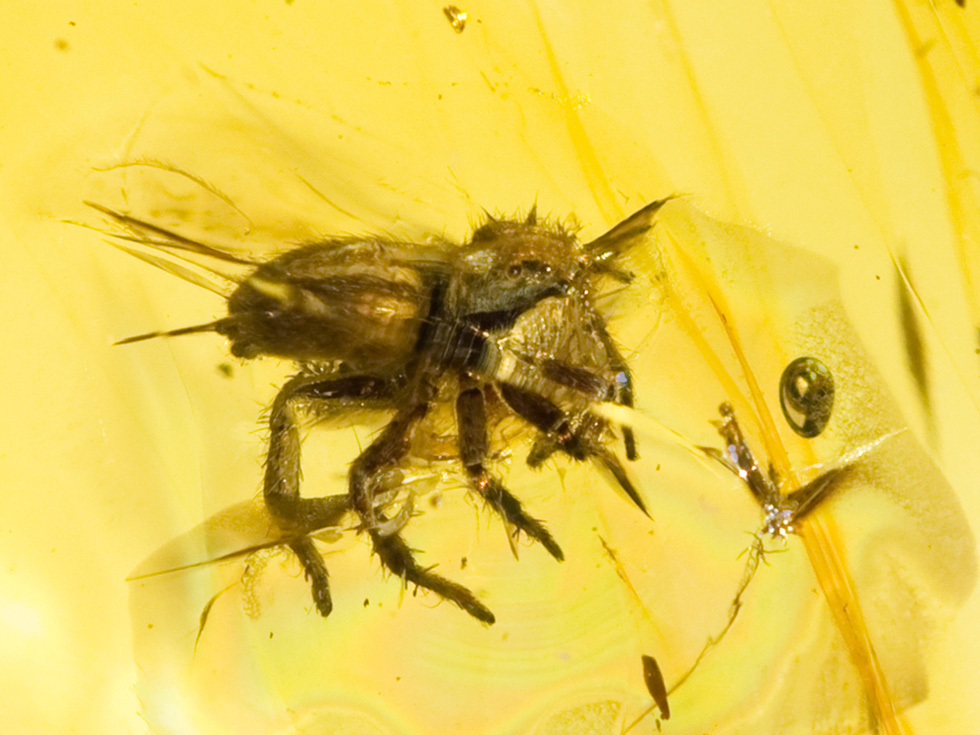
Jumping spider in Baltic amber

Au fost găsite foarte puține fosile de păianjeni săritori . Din cele care sunt cunoscute, toate sunt din chihlimbar din era Cenozoică. Cele mai vechi fosile sunt din chihlimbar Baltic datând din epoca Eocenă, între 54 și 42 milioane ani. Alte fosile de păianjeni săritori au fost găsite în chihlimbar Chiapas și Dominican.